# Chrysoprasis itaiuba
Chrysoprasis itaiuba là một loài bọ cánh cứng trong họ Cerambycidae.